# Far Cry Primal
Far Cry Primal is een action-adventure-computerspel gemaakt door Ubisoft Montreal. Het spel is op 23 februari 2016 door Ubisoft uitgegeven voor de PlayStation 4 en Xbox One. Een Windows-versie verscheen in de maand daarop.
Het spel speelt zich 10.000 jaar v.Chr. af, tijdens de steentijd. De speler speelt als de jager Takkar, die gestrand is in een voorheen met ijs bedekte vallei genaamd Oros.
De ontwikkeling van Far Cry Primal werd geleid door Ubisoft Montreal, met aanvullend werk geleverd door de dochterondernemingen van Ubisoft in Kiev, Shanghai en Toronto.